# Nototriche hieronymi
Nototriche hieronymi là một loài thực vật có hoa trong họ Cẩm quỳ. Loài này được A.W. Hill mô tả khoa học đầu tiên.